# État princier (Raj britannique)
Pour les articles homonymes, voir État princier.

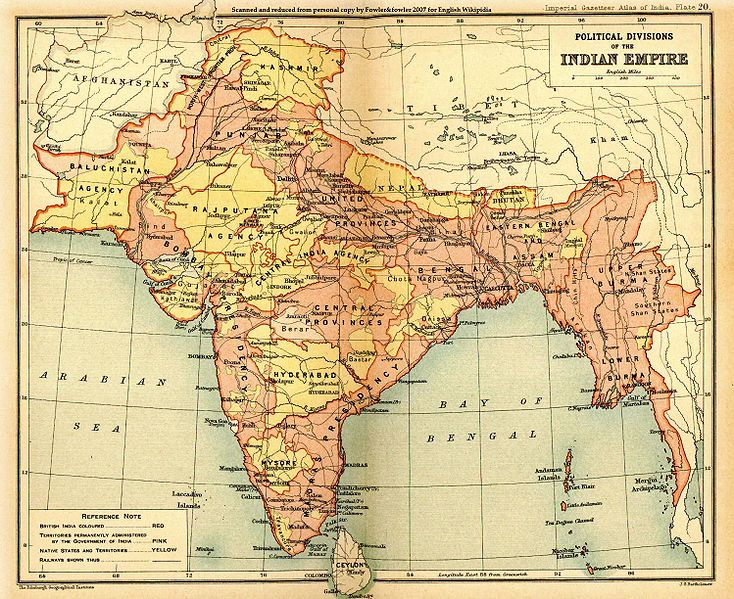
En jaune, les États princiers au sein du Raj britannique en 1909.

Un État princier était un territoire du Raj britannique dirigé par un monarque local dans une relation de vassalité avec la couronne britannique. Les États princiers étaient ainsi soumis à un contrôle indirect des Britanniques, qui étaient représentés auprès de chacun d'eux par un résident, à la différence des provinces soumises à une colonisation directe.
Au moment de l'indépendance en 1947, il y avait officiellement 565 États princiers mais environ 200 d'entre eux disposaient d'un territoire de moins de 10 km2 et une majorité n'avaient qu'un pouvoir symbolique, l'administration et la collecte des impôts ayant été confiées au contrôle du vice-roi des Indes. Seuls 21 États disposaient de réels gouvernements, dont quatre importants : Hyderabad, Mysore, Baroda et Jammu-et-Cachemire.
À l'indépendance de l'Inde et du Pakistan, la majorité des États rejoignent l'une ou l'autre des nouvelles nations dans un processus pacifique, à l'exception du Jammu-et-Cachemire et d'Hyderabad.

## Relations entre les Britanniques et les États princiers

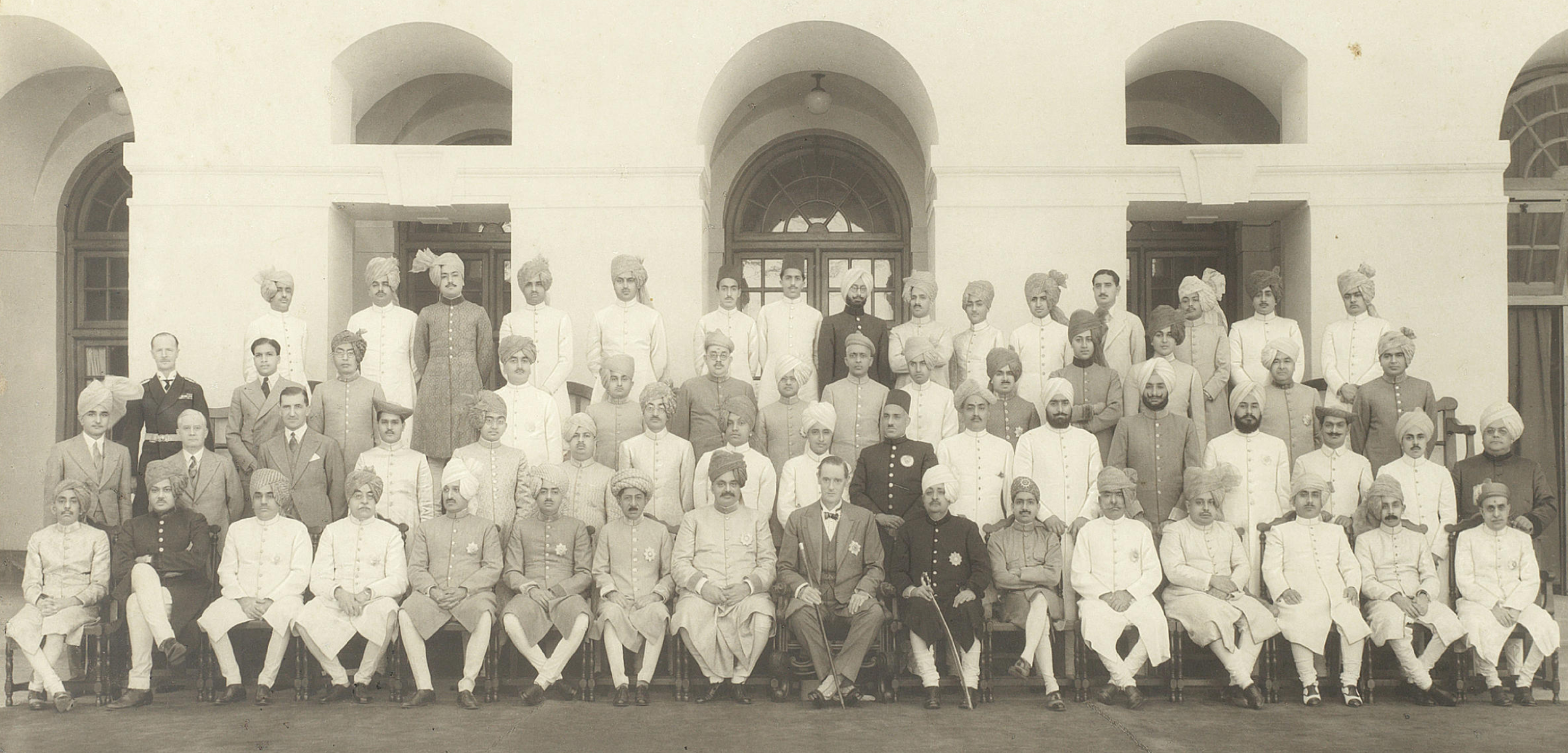
Réunion de la Chambre des princes en mars 1941.

L'Inde colonisée par les Britanniques comprenait deux types de territoire :
- l'Inde britannique (anglais : British India) c'est-à-dire les territoires sous dominion britannique direct via le vice-roi ; ces territoires sont découpés en provinces administrées par des gouverneurs ou commissaires en chef ;
- les États princiers (Princely states ou Native states) dirigés par un monarque indien reconnaissant la suzeraineté du roi-empereur, c'est-à-dire de la couronne britannique.

En droit, une distinction claire existait entre le dominion et la suzeraineté. L'organisation administrative et juridique des provinces était ainsi fixée par des lois du Parlement impérial. À l'inverse, les États avaient conservé leurs propres tribunaux sous l'autorité de leur dirigeant. Les États avaient par traité cédé l'intégralité de leur politique extérieure à la couronne britannique mais, n'étant pas des possessions britanniques, devaient conserver leur autonomie interne.
En réalité, les Britanniques exerçaient une influence substantielle sur les politiques intérieures des États princiers. Par exemple, les forces armées des États princiers étaient limitées par les traités qu'ils avaient signés avec les Britanniques : ils n'avaient pas le droit de construire des fortifications ni de produire des armes et des munitions mais devaient laisser les forces impériales occuper des positions et cantonnements et arrêter les déserteurs. Les chemins de fer, le télégraphe et les communications postales étaient sous le contrôle de l'administration britannique.
L'influence britannique au sein des États était réalisée notamment par le biais des résidents qui représentaient la couronne britannique auprès des monarques indiens. À partir du début du XXe siècle, les plus grands États princiers étaient dotés chacun d'un résident sous l'autorité directe du vice-roi. Les autres étaient regroupés dans des agences (agencies) sous l'autorité du gouverneur de la province voisine ou, surtout à partir des années 1930, du vice-roi.
En 1920 a été créée une Chambre des princes (Chamber of Princes) comme assemblée au sein de laquelle les dirigeants des États pouvaient faire remonter leurs besoins au gouvernement colonial. Elle s'est maintenue jusqu'à l'indépendance en 1947.

### Doctrine dulapse
Durant le Company Raj, la doctrine du lapse était utilisée par les Britanniques pour annexer de nouveaux États. Elle est appliquée par la Cour des directeurs de la Compagnie des Indes orientales dès 1847 et plusieurs petits États avaient été annexés en vertu de cette doctrine avant que Dalhousie ne prenne le poste de gouverneur général, en 1848, et ne la généralise. Selon cette politique, un dirigeant qui n'avait pas d'héritier mâle légitime verrait son État directement contrôlé par la Compagnie. Cette doctrine s'opposait à la coutume indienne qui voulait qu'un monarque puisse désigner son successeur.
La doctrine du lapse permit à la Compagnie d'annexer les États de Satara (de) (1848), Jaitpur (en) et Sambalpur (en) (1849), Baghat (1850), Chhota Udaipur (1852), Nagpur (1854), Jhansi (1855) et Awadh (Oudh) (1856). Elle ne fut plus utilisée après la révolte des cipayes et l'instauration du Raj britannique en 1858.

## Titres et préséance

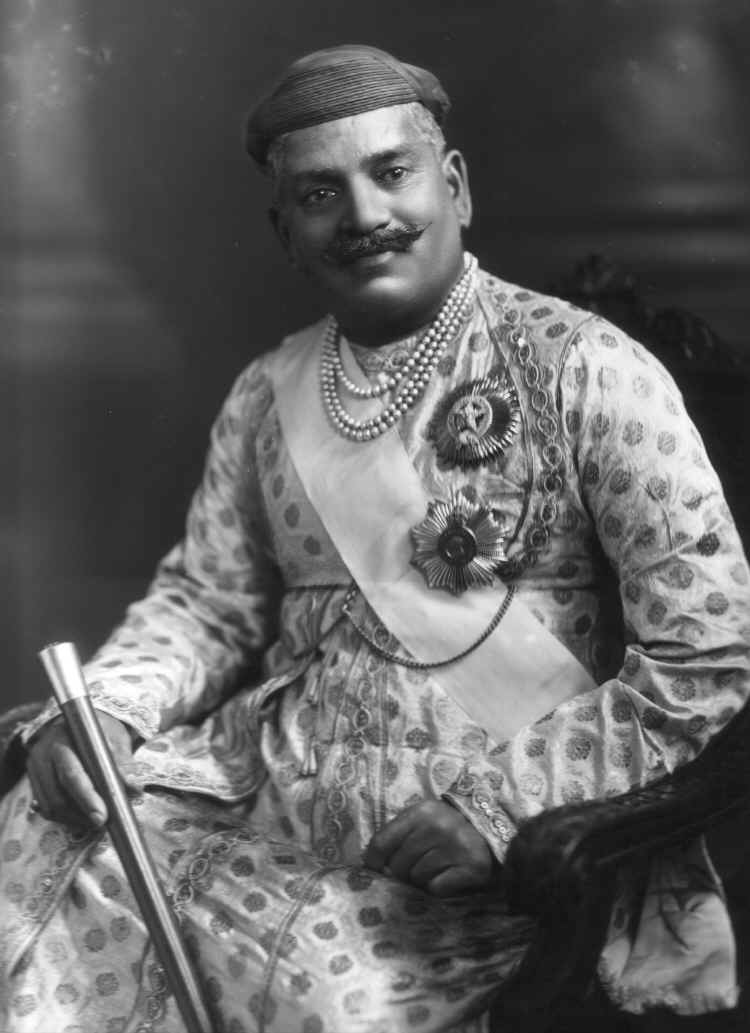
Sayajirao Gaekwad III Sena Khas Khel Shamsher Bahadur, maratha maharaja de Baroda.

Les monarques des États princiers portaient des titres très variés souvent hérités de la hiérarchie des titres de l'empire moghol.
Les dirigeants hindous portaient généralement le titre de raja, raju, radjou, raj ou ses variantes rana, rao, rawat, rawal. Le préfixe maha- (« grand ») était rajouté pour les monarques plus prestigieux : maharaja, maharana, maharao, etc. Certains monarques avaient des titres particuliers comme thakur sahib, sar desai, raja inamdar ou saranjamdar. Certains États comme Travancore et Cochin ont connu des femmes régnantes sous le titre de maharani, mais ce dernier était généralement porté par des sœurs, épouses ou veuves de maharaja qui pouvaient parfois être régentes.
Les monarques sikhs portaient les mêmes titres que les hindous ou celui de sardar.
Les dirigeants musulmans étaient pour la plupart nawabs, à l'exception du nizam d'Hyderabad et de certains khans ou walis. On trouvait également : darbar sahib, dewan, jam, mehtar ou mir (dérivé d'émir).
Cette variété de titres ne permettait cependant pas d'établir l'importance relative de chaque État princier. La plupart des titres ont été accordés du temps de l'empire moghol : ils pouvaient être relevés quand un État prenait de l'importance sans être abaissé quand il en perdait et vice versa. Toutefois, une hiérarchie était établie par les saluts par coups de canon : plus l'État était important, plus il se voyait accorder une salve importante, entre zéro et 21 coups de canon. Le roi-empereur était le seul à être salué par 101 coups de canon.
Par ailleurs, les monarques des États princiers étaient éligibles à certains ordres de chevalerie britanniques, notamment l'ordre de l'Étoile d'Inde et l'ordre de l'Empire des Indes dont le vice-roi était le grand maître. Les monarques salués par 19 ou 21 coups de canon étaient généralement faits chevalier grand commandeur de l'ordre de l'Étoile d'Inde.
Enfin, les monarques pouvaient recevoir des grades honorifiques de l'Armée des Indes.

## Intégration politique des États
L'Indian Independence Act qui accorde en 1947 l'indépendance à l'Inde et au Pakistan rompt en même temps les liens entre la couronne britannique et les États princiers. Ceux-ci ont alors trois possibilités : redevenir indépendants, rejoindre l'Inde ou rejoindre le Pakistan.
Treize États princiers choisissent le Pakistan et, pour la plupart, restent autonomes jusque dans les années 1970 avant d'être intégrés aux provinces du Pakistan.
Dans les mois qui précédent et suivent l'indépendance, Sardar Vallabhbhai Patel et V. P. Menon réussissent par un jeu de conviction et de pressions à convaincre presque tous les États princiers enclavés en Inde de rejoindre ce nouveau pays. Seuls quatre États sont source de conflits :
- l'État d'Hyderabad, entièrement enclavé en Inde mais se proclame indépendant : le septembre 1948, l'Inde envahit et annexe l'État ; le Nizam est déposé ;
- le nawab de Junagadh et le khan de Manavadar, tous deux musulmans, décident que leurs États, à majorité hindoue et enclavés en Inde, intègreront le Pakistan, mais la population se révolte et l'Inde annexe leurs États : ils sont déposés ;
- le maharaja hindou du Jammu-et-Cachemire, dont la population se concentre dans la vallée de Srinagar à majorité musulmane, refuse de choisir entre l'Inde et le Pakistan et envisage l'indépendance : menacé d'une invasion par des forces tribales venues du Pakistan, il appelle l'Inde à le soutenir. Le gouvernement indien accepte à condition que l'État rejoigne l'Inde, ce que le maharaja accorde et qui provoque la Première Guerre indo-pakistanaise.

Après l'indépendance en Inde, les États princiers se regroupent en États plus importants sous l'autorité d'un de leur monarques, nommé rajpramukh. La Constitution indienne de 1950, qui fait du pays une république, maintient cet arrangement et garantit aux anciens monarques leurs propriétés et une pension versée par le gouvernement (Privy Purse). Le rôle des rajpramukhs est supprimé lors de la réorganisation des États de 1956 et les pensions en 1971, sous l'impulsion d'Indira Gandhi, mais, entre-temps, la plupart des monarques avaient investi leurs capitaux dans des affaires prospères et plus d'un a transformé son palais en hôtel de luxe ou en musée.[réf. nécessaire]